# Åbytorp
Åbytorp est une localité de Suède dans la commune de Kumla située dans le comté d'Örebro.
Sa population était de 824 habitants en 2019.